# Nacionalismo británico

La Unión Jack del Reino Unido, adopta en esta versión en 1801 la cruz roja de la Inglaterra con borde blanco, a San Patricio de Irlanda con una frontera blanca, y San Andrew de Escocia con el fondo azul. Esta bandera es un símbolo común utilizado por los nacionalistas británicos.

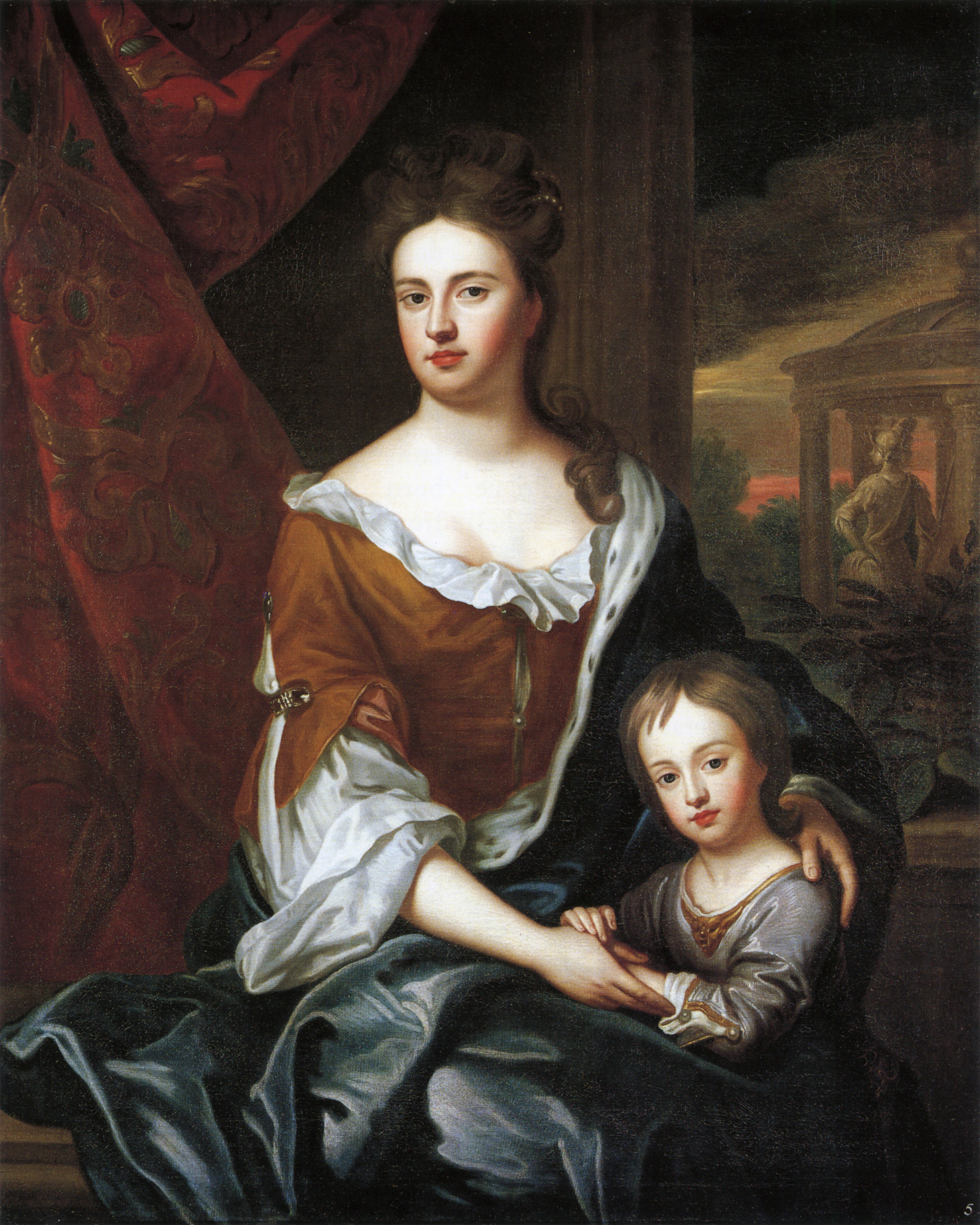
Anne fue la primera monarca del Reino de Gran Bretaña

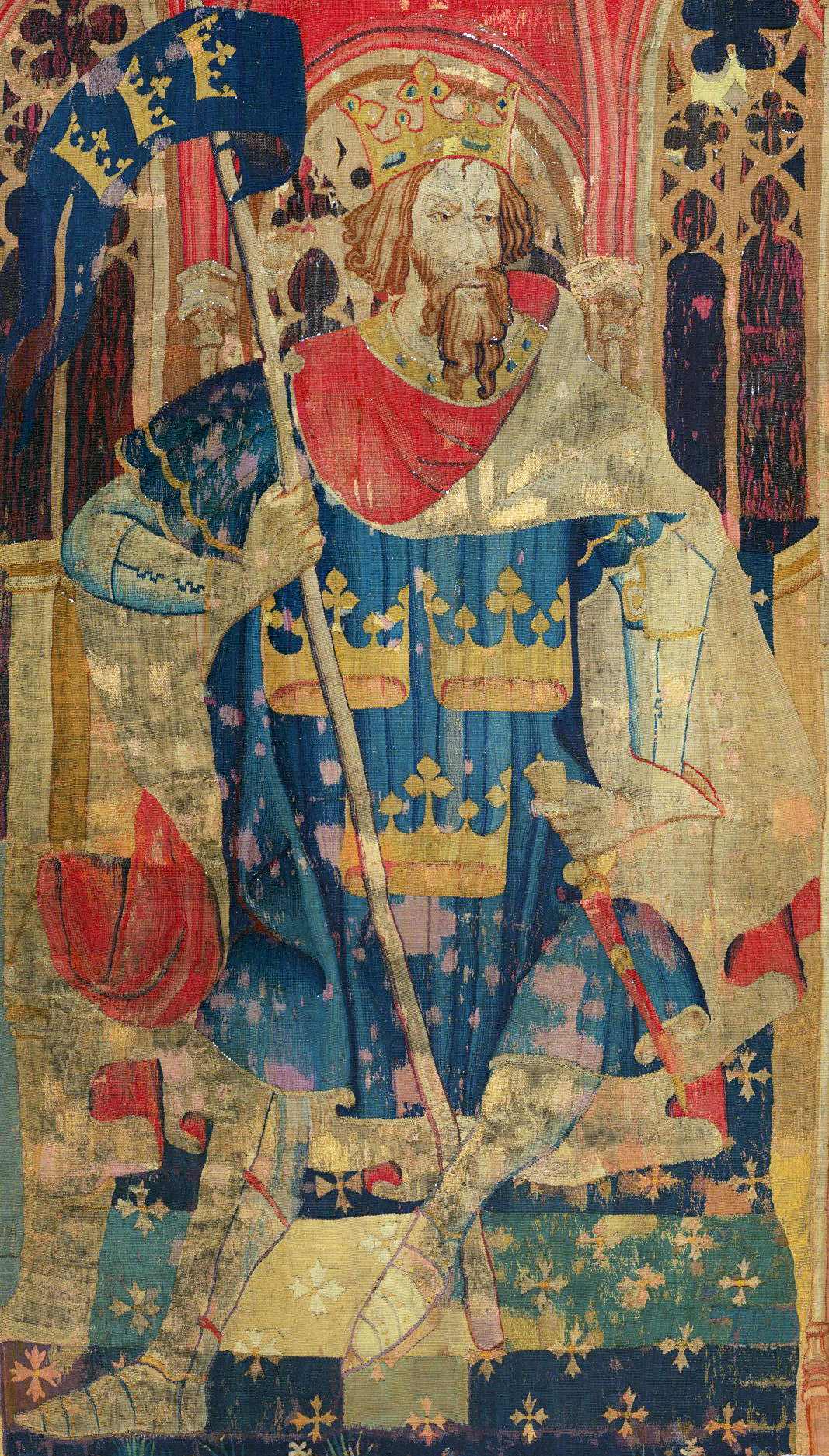
El rey Arturo, monarca de los antiguos britanos, en tapiz, c. 1385. La leyenda del rey Arturo como gobernante de guerrero y héroe británico fue descrita por Geoffrey de Monmouth en Historia Regum Britanniae asentó la fundación de nacionalismo británico.

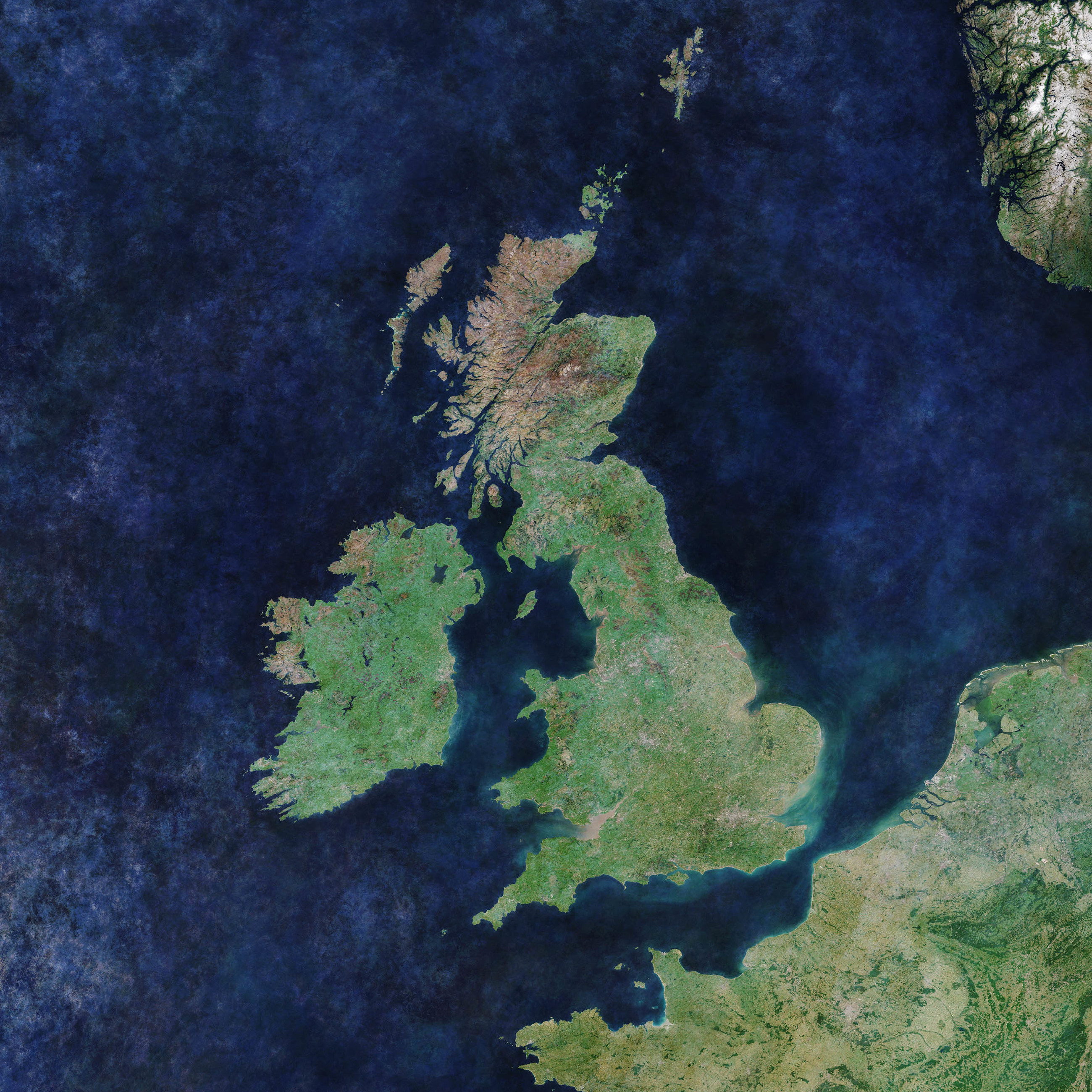
Fotografía de satélite de Gran Bretaña e Irlanda. Originalmente el nacionalismo británico era típicamente aplicable exclusivamente a la isla de Gran Bretaña. Una característica del nacionalismo británico actual es que este pone el foco en la unidad de Gran Bretaña e Irlanda del Norte.

El nacionalismo británico es un movimiento político que afirma que el pueblo británico es una nación y promueve su unidad política y cultural, en base a una definición de identidad británica que puede incluir tanto a ingleses, escoceses, galeses e irlandeses. El nacionalismo británico está estrechamente asociado con el unionismo británico, el cual busca asentar la unión política que es el Reino Unido, o fortalecer los enlaces entre las naciones constitutivas del Reino Unido.
La identidad unificadora del nacionalismo británico surge de los antiguos britanos, un antiguo pueblo asentado en la isla de Gran Bretaña. El nacionalismo británico defiende incluir territorio fuera de Gran Bretaña, en Irlanda concretamente, basándose en el documento histórico del Acta de la Corona de Irlanda, la cual establece que el Rey Enrique VIII de Inglaterra y sus sucesores serán también Reyes de Irlanda.
Este movimiento político está caracterizado como una "potente pero ambivalente fuerza en la política británica". En su forma moderada, el nacionalismo británico ha sido un nacionalismo cívico, enfatizando en la cohesión y la diversidad de las distintas sensibilidades territoriales del Reino Unido, sus dependencias, y sus colonias anteriores. Por otra parte, la rama nativista de este nacionalismo se caracteriza especialmente por su xenofobia hacia los inmigrantes, la cual se ha manifestado políticamente en el Partido Nacional británico y otros movimientos nacionalistas. Políticos, como el  exprimer ministro británico David Cameron, ha intentado promover el nacionalismo británico como una causa progresista.

## Nacionalismo y unionismo
En la actualidad, como en el pasado, los movimientos unionistas existen y tienen una gran importancia política especialmente en Escocia e Irlanda del Norte. El unionismo británico busca retener los lazos entre las diversas naciones que forman el Reino Unido desarrollando el nacionalismo británico como nexo de unión entre los diferentes territorios, en oposición a los movimientos nacionalistas cívicos como el nacionalismo escocés, el nacionalismo irlandés o el nacionalismo galés.  

## Lista de partidos nacionalistas británicos
- Britain First
- British National Party
- For Britain
- Partido de Independencia del Reino Unido
- The National Front
- Partido del Brexit
- Partido Conservador
- Partido Unionista del Úlster
- Partido Unionista Democrático